# 맥스톤
맥스톤(傲遊 오유 Maxthon, 옛 MyIE2)은 인터넷 익스플로러의 트라이던트 엔진을 사용하는 프리웨어 웹 브라우저이다. 맥스톤 3부터는 ‘듀얼 디스플레이 렌더링 엔진’을 지원하여, 기존의 트라이던트 엔진과 함께 구글 크롬과 사파리가 기반하고 있는 웹키트를 기본 엔진으로 채용해서 더욱 빠른 웹 탐색을 가능하게 한다.

## 역사
맥스톤은 중국인 프로그래머 창유가 인터넷 익스플로러를 자신에게 맞게 변형시키기를 원해서 만든 웹 브라우저인 MyIE에 기반했다.
창유는 2000년에 개발을 그만두면서 자신의 코드를 공개 게시판에 공개했고, 제프 첸이 개발을 계속해 MyIE2를 발표했다. MyIE2는 전 세계 사용자들이 플러그인, 스킨, 디버그 분야에서 기여를 하면서 빠르게 성장했다. 2004년에 맥스톤으로 이름이 변경됐다.
2005년 최초의 Skype 투자자 Morten Lund와 WI 하퍼그룹으로부터 사업 자금을 투자받았다. 2006년엔 미국에 기반한 벤처 캐피털 회사 찰스리버벤처로부터 투자를 받았다.
맥스톤은 마이크로소프트가 마이크로소프트 윈도우를 사용하는 유럽 경제 지역 사용자에게 BrowserChoice.eu 웹사이트를 통해 제공하는 12개의 웹 브라우저 중의 하나이다.

## 기능
- 메모리 반환 기능
- 탭 브라우징
- 마우스 제스처
- 자동 업데이트 기능 - MaxUpdate
- 광고 차단기 - AD Hunter
- 부가적인 유틸리티 도구 모음
- 스킨
- RSS 리더
- 플러그인을 통한 기능 확장
- 8개의 검색엔진 (유저가 부가적으로 추가 가능)
- 여러 페이지 그룹화 기능
- 메모 기능

### 안드로이드용 맥스톤 모바일
맥스톤 개발사는 안드로이드 사용자를 위한 모바일 버전을 출시했다. 주요 특징은 다음과 같다.
- RSS 피드 리더 (웹 위짓)
- 이어받기 기능을 지원하는 다운로드 매니저
- 빠른 접근
- 슈퍼 제스처
- 비밀검색(private) 모드
- 나이트(night) 모드

## 같이 보기
- 웹 브라우저 목록